# Napaeopsis mennoi
Napaeopsis mennoi is een slakkensoort uit de familie van de Enidae. De wetenschappelijke naam van de soort is voor het eerst geldig gepubliceerd in 2008 door E. Gittenberger.